# 中华细指海葵
中华细指海葵（学名：Metridium sinensis）为细指海葵科细指海葵属的动物。在中国，分布于渤海、黄海等海域，多固着于螺壳和藤壶上。该物种的模式产地在黄海。
其种加词“sinensis”意为“中华的”。